# Mons Kallentoft

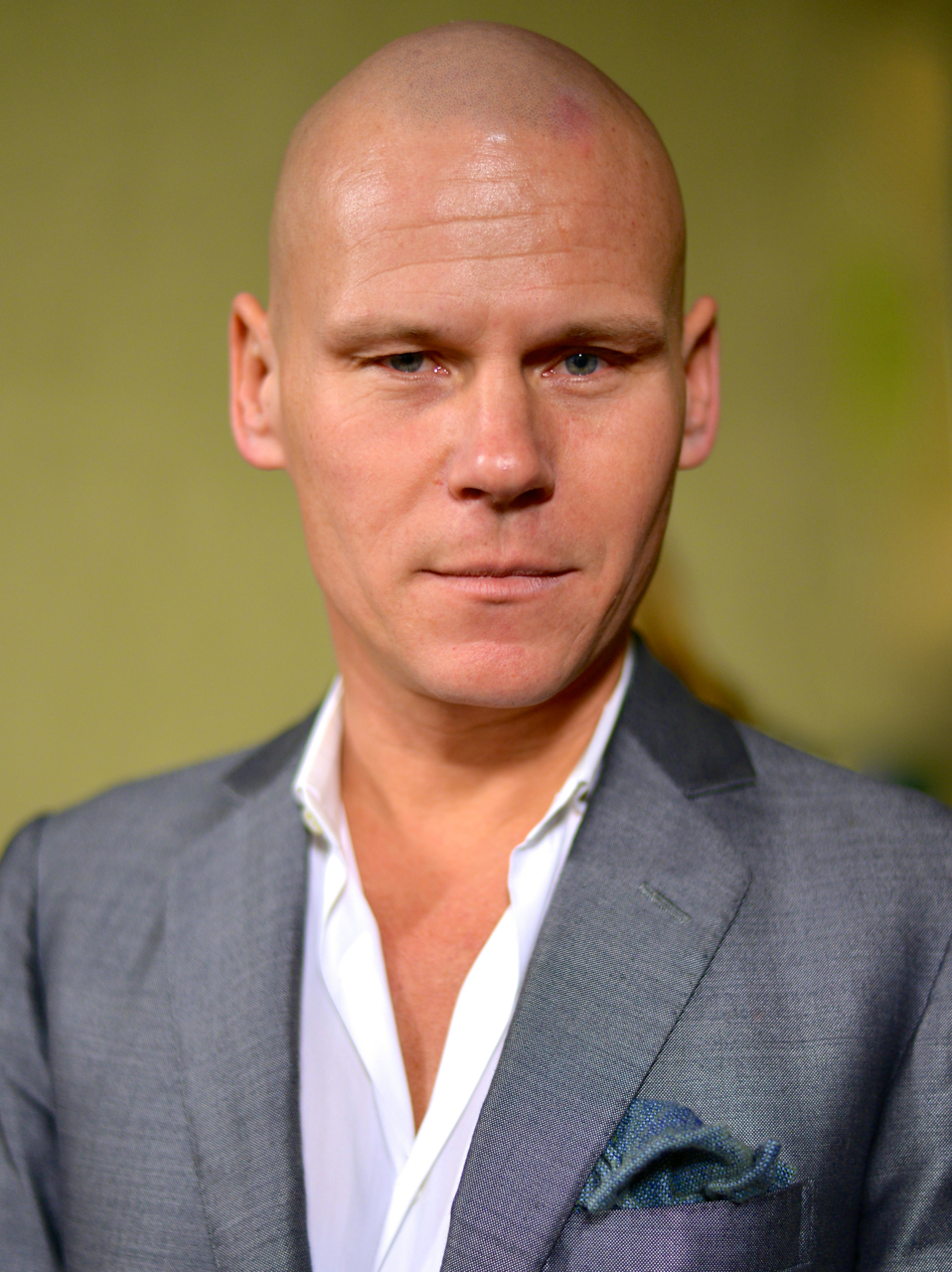
Mons Kallentoft (2012)

Mons Erik Ingemar Kallentoft (* 15. April 1968 in Linköping) ist ein schwedischer Schriftsteller und Journalist.

## Leben
Kallentoft wuchs sehr wenig belesen und sportbegeistert in einer Arbeiterfamilie in der Ortschaft Ljungsbro der Gemeinde Linköping auf. Im Alter von vierzehn Jahren war er infolge einer Sportverletzung bettlägerig, las Bücher von George Orwell und Ernest Hemingway und interessierte sich fortan für Literatur. Nach Arbeiten in der Werbebranche und journalistischen Tätigkeiten begann seine Autorenkarriere. Er übersiedelte für einige Jahre nach Madrid und debütierte im Jahr 2000 mit dem Thriller Pesetas, der 2001 mit dem Katapultpreis ausgezeichnet wurde. Die folgenden Romane Marbella Club und Fräsch, frisk och spontan erhielten ebenfalls positive Kritiken. Starke Beachtung fanden die Reiseberichte und Essays zur Essenskultur wie Food noir. Kallentofts bisher größter Erfolg setzte mit dem Schreiben von Kriminalromanen ein. Das erste Buch und Bestseller der späteren Malin Fors-Reihe Mittwinterblut wurde allein in Schweden mehr als 300.000 Mal verkauft, in 25 Sprachen übersetzt und erschien in 29 Ländern.
Kallentoft lebt in Stockholm, ist verheiratet und Vater zweier Kinder.

## Werke

### Romane
- 2000 Pesetas
- 2002 Marbella Club
- 2005 Fräsch, frisk och spontan

die Herkules-Reihe
- 2014 Zack (zusammen mit Markus Lutteman)
  - Die Fährte des Wolfes, dt. von Christel Hildebrandt, Tropen-Verlag, Stuttgart 2017. ISBN 978-3-608-50371-5
- 2015 Leon (zusammen mit Markus Lutteman)
  - In den Fängen des Löwen, dt. von Christel Hildebrandt, Tropen-Verlag, Stuttgart 2018. ISBN 978-3-608-50372-2
- 2016 Bambi (zusammen mit Markus Lutteman)
  - Das Blut der Hirsche, dt. von Ulrike Brauns, Tropen-Verlag, Stuttgart 2018. ISBN 978-3-608-50364-7
- 2017 Heroine (zusammen mit Markus Lutteman)
  - Der Schrei des Engels, dt. von Ulrike Brauns, Tropen-Verlag, Stuttgart 2019. ISBN 978-3-608-50417-0
- 2018 Falco (zusammen mit Anna Karolina)
  - In den Klauen des Falken, dt. von Ulrike Brauns, Tropen-Verlag, Stuttgart 2019. ISBN 978-3-608-50426-2

die Malin Fors-Reihe
- 2007 Midvinterblod
  -  Mittwinterblut, dt. von Dagmar Lendt; Wunderlich, Reinbek bei Hamburg 2007. ISBN 978-3-8052-0844-4
- 2008 Sommardöden
  - Blut soll euer Zeichen sein, dt. von Christel Hildebrandt, Wunderlich, Reinbek bei Hamburg 2009. ISBN 978-3-8052-0875-8
- 2009 Höstoffer
  - Blutrecht, dt. von Christel Hildebrandt, Wunderlich, Reinbek bei Hamburg 2011. ISBN 978-3-8052-5009-2
- 2010 Vårlik
  - Frühlingstod, dt. von Christel Hildebrandt, Wunderlich, Reinbek bei Hamburg 2014. ISBN 978-3-499-25828-2
- 2011 Den femte årstiden
- 2012 Vattenänglar
- 2013 Vindsjälar
- 2014 Jordstorm
- 2015 Eldjägarna
- 2016 Djävulsdoften
- 2017 Bödelskyssen
- 2018 Himmelskriket

### Sonstige
- 2004 Food noir: mat, mord och myter
- 2013 Food Junkie: livet, maten, döden
- 2020 Hör mig viska
  - Das dunkle Herz von Palma, dt. von Christel Hildebrandt, Tropen-Verlag, Stuttgart 2021. ISBN 978-3-608-50461-3. E-Book: ISBN 978-3-608-12098-1

## Preise und Auszeichnungen
- Katapultpreis für Pesetas (2001)
- Gourmand World Cookbook Award (2005)
- Hagdahlpreis (2008)
- Premio Espana (2009)
- Pocketpreis für Blut soll euer Zeichen sein und Blutrecht (2010)